# Gunnlaugs saga ormstungu
Gunnlaugs saga ormstungu ou a Saga de Gunnlaug Língua-de-Cobra é uma das Sagas islandesas. Composta no final do século XIII, está preservada completamente em um manuscrito mais recente. Contém 25 versos de poesia escáldica atribuídas aos personagens principais. É uma importante obra tanto para a literatura islandesa como para a norueguesa.
A saga relata a história de dois poetas islandeses, Gunnlaugr ormstunga e Hrafn Önundarson, e sua competição pelo amor de Helga, neta de Egil Skallagrímsson. A história se inicia com um sonho profético de duas águias que combatem por um cisne, que prefigura o triângulo amoroso da história. A narrativa segue então Gunnlaug, descrevendo sua ambiciosa carreira como poeta da corte de vários reis escandinavos e das ilhas britânicas. Ele inicialmente combate Hrafn em verso e apenas depois em batalha aberta.
A saga tem similaridades com outras sagas de poetas anteriores, como Kormáks saga e Bjarnar saga, mas é mais refinada e elegante, com forte caracterização e impacto emocional. 